# Септемврийци (Добричская область)
Септемврийци (болг. Септемврийци) — село в Болгарии. Находится в Добричской области, входит в общину Каварна. Население составляет 555 человек.

## Политическая ситуация
В местном кметстве Септемврийци, в состав которого входит Септемврийци, должность кмета (старосты) исполняет Вела Атанасова Вылкова (Болгарская социалистическая партия (БСП)) по результатам выборов правления кметства.
Кмет (мэр) общины Каварна —  Цонко Здравков Цонев (независимый) по результатам выборов в правление общины.